# أنتيديسايستابلشمينتيريانيزم
أنتيديسايستابلشمينتيريانيزم (بالإنجليزية: Antidisestablishmentarianism)‏ أنتي ديس ايستابلش مين تيريا نيزم، (/ˌæntidɪsɪˌstæblɪʃmənˈtɛəriənɪzəm/ , US also /ˌæntaɪ-/ ) هي كلمة إنجليزية تشتهر بطولها غير العادي، فهي مكونة من 28 حرفًا و 12 مقطعًا، وهي واحدة من أطول الكلمات في اللغة الإنجليزية. تم الاستشهاد بها على أنها أطول كلمة في اللغة الإنجليزية (باستثناء المصطلحات المعدنية والمصطلحات الفنية)، على الرغم من أن بعض المصادر تقول إنها لا تستخدم بشكل كافٍ لحمل هذا اللقب. أطول كلمة تم العثور عليها في القاموس الرئيسي هي نيومونوألترامايكروسكوبيكسيليكوفولكينوكانايوسيس ومعناها «السحار البركاني السيليسي الرئوي فائق الصغر»، ولكن هذا هو المصطلح التقني الذي صاغ على وجه التحديد ليكون أطول كلمة.
أصبحت الكلمة معروفة في المجال العام في الولايات المتحدة من خلال برنامج تلفزيوني شهير في الخمسينيات من القرن الماضي، وهو السؤال الذي تبلغ تكلفته 64 ألف دولار، عندما قام متسابق شاب بتهجئته بشكل صحيح للفوز. يمكن العثور على متغير أطول قليلاً - لكن أقل قبولًا - للكلمة بشكل مختلف في أغنية ديوك إلينغتون بعنوان «أنت مجرد معادٍ قديمًا لمناهضة التأسيس» (بالإنجليزية: You’re Just an Old Antidisestablishmentarianismist)‏.

## المعنى
أنتيديسايستابلشمينتيريانيزم هي موقف سياسي نشأ في بريطانيا في القرن التاسع عشر. الموقف معناه معاداة المؤسسة (الانشقاقية السياسية) وهو حصل عندما عارض الناس الاقتراحات في ذلك الوقت لإزالة وضع الكنيسة الأنجليكانية ككنيسة قائمة في إنجلترا وإيرلندا وويلز، ولكن ليس في إسكتلندا، التي كانت ولا تزال تملك كنيستها الوطنية المنفصلة.

## تركيب الكلمة
تركيب الكلمة وبنيتها هي كما يلي (يليها عدد الحروف في الكلمة):
- establish (9) لتأسيس أو وضع أو معهد (أصلاً من التحديق اللاتيني، الوقوف)
- dis-establish (12) لإنهاء الوضع الثابت لجسم ما، ولا سيما الكنيسة، التي يتم منحها هذا الوضع بموجب القانون، مثل كنيسة إنجلترا
- disestablish-ment (16) الفصل بين الكنيسة والدولة (على وجه التحديد، هدف الحركة السياسية في ستينيات القرن التاسع عشر في بريطانيا)
- disestablishment-arian (21) الذي يشترك في الحركة المذكورة
- anti-disestablishmentarian (25) من يعارض هذه الحركة
- antidisestablishmentarian-ism (28) الحركة أو الأيديولوجية التي تعارض الانقلاب

يمكن تطويل كلمة البناء بعدة طرق، على سبيل المثال: antidisestablishmentarian-istically (34) أي فعل شيء بنوايا مناهضة للتأسيس.